# Суховска гъска
Суховска гъска e словашка порода гъски, създадена в околността на град Суха над Парноу, Търнава. Призната е за порода през 1995 година. 

## Описание
Тялото ѝ е едро, широко и сравнително плоско, оперението е жълто-кафяво, човката и краката са оранжеви. Гъсок тежат средно 6,5 - 7,5 kg, а гъска 5,5 - 6,5 kg.
Годишно снася около 14 - 16 яйца със средно тегло 140 g. Яйцата са бели, мътят се 28 - 34 дни. Гъсетата растат бързо.

## Популация
Днес породата е застрашена от изчезване, като популацията наброява около 200 разплодни птици, отглеждани в Словакия и Чехия.